# Grand Theft Auto: Vice City
Grand Theft Auto: Vice City é um jogo eletrônico de ação-aventura desenvolvido pela Rockstar North e publicado pela Rockstar Games. É o quarto título principal da série Grand Theft Auto e foi lançado em outubro de 2002 para PlayStation 2, em maio de 2003 para Microsoft Windows e em outubro de 2003 para Xbox. Versões para plataformas móveis foram lançadas em 2012, em virtude ao aniversário de dez anos do jogo, enquanto que uma versão aprimorada, sob o subtítulo The Definitive Edition, foi lançada em 2021. O jogo se passa na cidade ficcional de Vice City em 1986, com a história seguindo o mafioso Tommy Vercetti na construção de seu império criminal e confrontos com outras organizações criminais da cidade. O mundo aberto permite que os jogadores naveguem livremente pelas ilhas que formam a cidade.
A jogabilidade é mostrada em uma perspectiva de terceira pessoa e o mundo pode ser atravessado a pé ou com veículos. Os jogadores controlam Tommy Vercetti, com muitas missões envolvendo tiro e direção. O enredo foi baseado em várias pessoas e eventos reais que ocorreram em Miami, como a cultura pop da década de 1980, narcotráfico, gangues de imigrantes cubanos e haitianos, comércio de cocaína e predominância de sintetizadores e new wave. O jogo também foi influenciado por filmes e séries, incluindo Scarface e Miami Vice. Boa parte do trabalho de desenvolvimento envolveu a criação de um mundo de jogo que se encaixasse nas inspirações e período; a equipe realizou grandes pesquisas de campo em Miami com o objetivo de reproduzir a cidade dentro do jogo.
Vice City foi aclamado pela crítica ao ser lançado, com elogios sendo direcionados particularmente para sua música, jogabilidade e projeto de mundo aberto. Ele gerou certas controvérsias sobre sua representação de violência e grupos raciais, também sendo alvos de processos judiciais e protestos por ser considerado muito violento e explícito. O título mesmo assim tornou-se o jogo mais vendido de 2002, com mais de vinte milhões de cópias. Vice City é considerado um dos títulos mais importantes da sexta geração de consoles, entrando em várias listas de melhores jogos da história e vencendo vários prêmios de Jogo do Ano. Seu sucessor, Grand Theft Auto: San Andreas, foi lançado em outubro de 2004, e uma prequência, Vice City Stories, foi lançada em outubro de 2006.

## Jogabilidade

Diferentemente de seu predecessor, é possível dirigir motos em Vice City.

Grand Theft Auto: Vice City é um jogo eletrônico de ação-aventura jogado a partir de uma perspectiva em terceira pessoa. Os jogadores completam missões – cenários lineares com objetivos definidos – a fim de progredirem pela história. É possível ter mais de uma missão ativa ao mesmo tempo, com certas missões precisando que os jogadores esperem para receberem mais instruções ou eventos. Os jogadores podem vagar livremente pelo mundo de jogo quando não estão dentro de missões e tem a opção de realizarem atividades paralelas opcionais. O mapa é formado por duas ilhas principais e várias outras menores, possuindo uma área total maior que aquela apresentada jogos anteriores da série. O acesso às ilhas é desbloqueado a medida que os jogadores progridem pela história.
Os jogadores navegam pelo mundo a pé ou em automóveis, barcos e helicópteros. Inimigos podem ser combatidos com ataques corpo-a-corpo, armas de fogo e explosivos. Armas disponíveis incluem o revólver Colt Python e as metralhadoras M60 e M134 Minigun. O ambiente tridimensional permite uma visão em primeira pessoa quando o jogador mira com um fuzil de precisão ou um lança foguetes. Além disso, é possível atirar de dentro de veículos enquanto o jogador olha para as laterais. As armas podem ser adquiridas de várias maneiras diferentes, como comprar em lojas, encontrar jogadas no chão ou pegar de inimigos mortos.
Agências de combate ao crime podem responder à infrações cometidas pelo jogador através de um medidor de "procurado". Estrelas mostradas no medidor indicam o nível de procurado (por exemplo, os esforços da polícia tornam-se extremamente agressivos contra o jogador no nível máximo de seis estrelas). Oficiais da lei irão procurar pelos jogadores caso estes deixem a área de patrulhamento. O medidor esfria e eventualmente regride ao zero quando os jogadores se escondem do campo de visão dos policiais.
O protagonista Tommy Vercetti encontra personagens pertencentes a várias gangues no decorrer da história. Membros dessas gangues frequentemente vão proteger o jogador caso este complete missões para eles, enquanto gangues rivais irão atacá-lo à primeira vista. O jogador pode realizar atividades paralelas enquanto vaga pelo mundo, como por exemplo um minijogo de vigilante, atividades de bombeiro e motorista de táxi. Recompensas específicas são conferidas ao completar essas atividades. O jogador pode comprar uma série de propriedades espalhadas pela cidade, algumas das quais servem de esconderijo onde armas podem ser coletadas e veículos guardados. Vários negócios também podem ser comprados, incluindo um estúdio de cinema, uma companhia de táxi e clubes de entretenimento. Cada propriedade comercial tem um número de missões próprias, como eliminar a competição ou roubar equipamentos; a propriedade começa a gerar uma renda para o jogador assim que essas missões são completadas.

## Enredo
Em 1986, Tommy Vercetti, um criminoso ex-membro da família mafiosa Forelli, é libertado da prisão após quinze anos. Seu antigo chefe Sonny Forelli, ostensivamente o promove para a posição de capo e o envia para a cidade de Vice City, Flórida, a fim de atuar como comprador em nome da família em uma série de negócios envolvendo cocaína. O advogado corrupto Ken Rosenberg leva Tommy e seus guarda-costas para a negociação nas docas da cidade. Entretanto, eles são emboscados e apenas Tommy e Ken conseguem escapar com vida, perdendo todo o dinheiro de Forelli e a cocaína. Tommy informa Sonny do ocorrido, prometendo sob ameaças de morte reaver as drogas e o dinheiro além de matar quem quer que fosse o responsável pela emboscada.
Ken direciona Tommy para o coronel Juan Garcia Cortez, que ajudou a estabelecer o negócio. Este expressa arrependimento pelos problemas e promete ajudar Tommy a encontrar a pessoa por trás da emboscada. No processo, Tommy acaba conhecendo Kent Paul, que lhe leva até Lance Vance, cujo irmão fora morto durante a malfadada negociação. Tommy então passa a trabalhar para Ricardo Diaz. Cortez logo revela suspeitar que Diaz fora o responsável por organizar a emboscada. Tommy e Lance matam Diaz e tornam-se os novos grandes chefões do crime de Vice City, permitindo que Tommy crie sua própria organização criminosa e distancie-se dos Forelli. Ele trabalha com o líder cubano Umberto Robina em sua luta contra os haitianos. Umberto torna-se o parceiro de Tommy no tráfico de drogas depois deste explodir uma fábrica haitiana. Tommy também ganha o respeito e amizade de Mitch Baker, líder de uma gangue de motoqueiros que trabalha ao lado dos cubanos para proteger os negócios de Tommy. Ele expande seus negócios de drogas ao comprar empresas quase falidas e transformando-as em negócios competitivos.
Sonny eventualmente descobre que Tommy conquistou o controle completo do tráfico de drogas de Vice City sem dar uma participação para os Forelli, ficando furioso e enviando mafiosos para coletar dinheiro à força dos negócios de Tommy. Este consegue matar os homens e decide cortar seus laços com os Forelli. Sonny chega na mansão de Tommy em Vice City com um pequeno exército de mafiosos e exigindo seu pagamento. Tommy tenta pagá-lo em dinheiro falso, porém Sonny revela que ele mesmo tinha armado para Tommy quinze anos antes e mandado-o para a prisão. Lance também conta que fez uma parceria com Sonny e que tinha lhe informado sobre as atividades de Tommy. Este caça e mata Lance pela traição, em seguida matando Sonny, lhe permitindo estabelecer-se como o chefão total do crime na cidade.

## Desenvolvimento
A Rockstar North iniciou o desenvolvimento de Grand Theft Auto: Vice City no final de 2001, por volta da época do lançamento de Grand Theft Auto III. Apesar do desenvolvimento inicial envolver apenas a criação de modelos tridimensionais, o produtor executivo Sam Houser afirmou que "ele realmente começou no início de 2002" e durou nove meses. A equipe discutiu após o lançamento da versão para Microsoft Windows de Grand Theft Auto III a criação de um pacote de expansão com novas armas, veículos e missões. Mais discussões fizeram os desenvolvedores decidirem que esse conceito deveria ser um jogo autônomo, algo que acabou tornando-se Vice City. O título foi anunciado em 22 de maio de 2002 durante a Electronic Entertainment Expo. A produção terminou em 15 de outubro, quando o jogo foi enviado para fabricação.

### Ambientação
O jogo se passa em 1986 na cidade ficcional de Vice City, modelada a partir de Miami e Miami Beach. Vice City anteriormente já tinha aparecido no Grand Theft Auto original, com a equipe decidindo usar a mesma locação e incorporar ideias vindas do próprio estúdio e dos fãs. A Rockstar desejava satirizar um local não-contemporâneo, diferentemente da Liberty City de Grand Theft Auto III. Os desenvolvedores desejavam escolher uma locação que possuísse várias similaridades e diferenças com Nova Iorque, a inspiração para Liberty City, eventualmente escolhendo Miami, que o produtor Leslie Benzies descreveu como "uma cidade de festa, tudo sol, mar e sexo, mas ao mesmo tempo a mesma vertente sombria por baixo". Houser chamou de "a era do crime mais elegante porque nem parecia ser crime ... era um período de total confusão do começo ao fim". A equipe queria fazer de Vice City uma "cidade viva e respirante" para o jogador sentir-se que "a vida ainda continua" enquanto o personagem está dentro de algum edifício.
Todo o visual do jogo tinha como objetivo refletir a ambientação na década de 1980. Muitos dos temas foram tirados de filmes como Scarface e Carlito's Way, com o segundo devido sua caracterização e representação de criminosos cheios de nuances. A série de televisão Miami Vice também foi outra grande fonte de inspiração e a equipe assistiu muitos episódios no decorrer do processo de desenvolvimento. O diretor de arte Aaron Garbut usou a série como ponto de referência na criação da iluminação com néon. A equipe achou "relativamente indolor" recriar um mundo da década de 1980 por causa da cultura distinta do período e sua familiaridade pessoal com a era. O departamento de arte recebeu grandes volumes de pesquisa, além de referências fotográficas enviadas por outros membros da equipe de desenvolvimento. Os desenvolvedores organizaram viagens de pesquisa para Miami logo depois da finalização de Grand Theft Auto III, dividindo-se em pequenos grupos e observando as ruas.

### Narrativa
A equipe passou muito tempo "resolvendo [o] enigma" de se ter um protagonista que fala, uma grande diferença em relação ao protagonista silencioso Claude de Grand Theft Auto III. Ray Liotta interpretou o personagem principal Tommy Vercetti. O ator descreveu o papel como desafiador: "Você está criando uma personagem que não existe antes ... é tão intenso". A equipe utilizou uma tela azul a fim de permitir que Liotta visualizasse "como [o personagem] vai se mover". A equipe fez da narrativa um dos aspectos chave do desenvolvimento com o objetivo do jogador sentir uma "verdadeira afinidade" por Tommy. O roteirista Dan Houser descreveu o protagonista como "forte e perigoso e preparado para esperar pela chegada da oportunidade certa". O diretor de elenco Navid Khonsari comentou que Liotta reclamava constantemente e dessa forma foi difícil de se trabalhar com o ator, enquanto Sam Houser afirmou que "em algumas sessões ele estava ... afim, porém às vezes ... ele estava bem sombrio e não conseguia trabalhar". Após o sucesso do jogo, Liotta supostamente afirmou que tinha sido mal pago para o papel.
A maioria das animações foram originais, com poucas tendo sido pegas de Grand Theft Auto III. A equipe usou captura de movimento e técnicas de stop motion para os personagens; cutscenes usaram as primeiras, enquanto movimentos de jogabilidade foram feitos com uma combinação das duas. A equipe teve dificuldades em animar motos, parcialmente por causa da variedade de modelos. Os modelos de pedestres usavam skins, permitindo que os artistas produzissem personagens mais realistas. Existiam 110 modelos pedestres no jogo junto com aproximadamente cinquenta personagens principais; cada um era renderizado utilizando duas vezes mais polígonos e texturas que aqueles em Grand Theft Auto III. Isto também impactou a física do jogo, melhorando aspectos de jogabilidade como precisão dos impactos de disparos. Algumas modelos de personagens e cenários foram inspirados em filmes como The Godfather, enquanto a apresentação geral do título foi inspirada por séries de televisão de ação da década de 1980. As interações entre Tommy Vercetti e Lance Vance foram criadas para serem similares à relação de James Crockett e Ricardo Tubbs em Miami Vice.

### Música
Vice City contém mais de oito mil diálogos gravados, quatro vezes mais do que em Grand Theft Auto III. Ele também tem mais de noventa minutos de cutscenes e nove horas de músicas, com mais de 113 canções e comerciais. A equipe estava interessada no desafio da criar a trilha sonora, particularmente no contraste com a música de Grand Theft Auto III, que Houser descreveu como "claramente satírica e sua própria coisa". Os desenvolvedores desejavam reforçar a ambientação de Vice City nas rádios ao agrupar uma variedade de canções da década, dessa forma realizando grandes pesquisas. As emissoras foram publicadas em outubro de 2002 pela Epic Records em sete álbuns comerciais, conhecidos coletivamente Grand Theft Auto: Vice City Official Soundtrack Box Set. O jogo contém "três vezes mais" rádios de conversa que seu predecessor. O produtor e apresentador Lazlow Jones que a equipe fez com que os ouvintes ficcionais que ligam para rádios fossem "insanos" a fim de enfatizar o extremismo. O roteirista Dan Houser comentou que as rádios dão mais profundidade ao mundo.

## Recepção

### Inicial
Grand Theft Auto: Vice City foi aclamado pela crítica ao ser lançado. O agregador de resenhas Metacritic calculou uma pontuação média de 95/100, com base em 62 avaliações, indicando "aclamação universal". É o jogo de PlayStation 2 com a maior classificação de 2002 no Metacritic, e o quinto jogo para PlayStation 2 com a maior classificação geral, empatado com uma série de outros. Os revisores elogiaram o som e a música do jogo, sua jogabilidade aberta, e design de mundo aberto, embora algumas críticas tenham sido direcionadas aos seus controles e questões técnicas. Douglass Perry, da IGN, declarou-o como "um dos jogos mais impressionantes de 2002", e Raymond Padilla, da GameSpy, chamou a experiência de "profunda, diabolicamente agradável e única".
Muitos revisores consideraram que as missões obtiveram uma melhoria em relação a Grand Theft Auto III, embora alguns tenham se sentido constrangidos e frustrados. Perry escreveu que as missões do jogo dão ao jogador "uma sensação mais forte de estar dentro de uma história dentro de um mundo que realmente existe". Matt Helgeson, da Game Informer, achou as missões mais complexas, e Scott Alan Marriott, da AllGame, sentiu que o enredo foi consideravelmente melhorado. Marriott também achou que o protagonista Tommy Vercetti é mais envolvente do que Claude de Grand Theft Auto III; Perry sentiu que a Rockstar "encontrou a pessoa certa e a escolha certa", enquanto que a Edge escreveu que Tommy "tem carisma", elogiando a performance de Ray Liotta.

Vice City, a cidade apresentada no mundo aberto do jogo. Os críticos elogiaram seu design e detalhes, observando que parecia ser mais viva do que a Liberty City de Grand Theft Auto III.

O design de mundo aberto do jogo foi elogiado pelos críticos, muitos dos quais sentiram que ele continha mais detalhes e parecia mais vivo do que seu predecessor. Padilla fez comparações favoráveis entre Vice City e Liberty City de Grand Theft Auto III, observando o nível de detalhes do primeiro. Ben Silverman, da Game Revolution, escreveu que a profundidade do jogo é "incomparável", elogiando o realismo e os detalhes do mundo, enquanto que Marriott elogiou o "ambicioso escopo de design".
Marriott nomeou Vice City como uma "experiência de audição inesquecível", enquanto que Perry caracterizou sua música como "a lista mais impressionante de canções em um jogo". Muitos críticos elogiaram as estações de rádio e programas de rádio do jogo, e consideraram que a coleção de músicas licenciadas dos anos 1980 se adequava ao tom e ao período de tempo do mundo. A dublagem também recebeu elogios; Jeff Gerstmann, da GameSpot, chamou o elenco de personagens de "colorido e memorável", e Perry disse que a dublagem está "entre uma das melhores de seu tipo". Silverman sentiu que a atuação "dá crédito à história".
Muitos críticos notaram que o jogo oferece uma melhor variedade de veículos do que Grand Theft Auto III, e os acharam mais fáceis de serem controlados; Gerstmann chamou a direção de "mais emocionante e perigosa", e Perry achou que os controles da moto são agradáveis. Além do manuseio dos veículos, os revisores observaram melhorias na mecânica de mira e tiro, embora ainda tenham problemas reconhecidos. Helgeson escreveu que "a seleção de alvos é aprimorada a ponto de o combate ser realmente divertido".
Alguns revisores reconheceram que o jogo possui uma distância de visão melhorada em relação a Grand Theft Auto III, embora muitos tenham identificado quedas na taxa de quadros durante sequências intensas de hardware. As mudanças nos modelos de personagens polarizaram os avaliadores; enquanto Padilla e Perry notaram uma melhora nos modelos de personagens, Tom Bramwell, da Eurogamer, considerou "enlouquecedor ver aqueles personagens... os modelos não foram nem um pouco inteligentes". A inteligência artificial do jogo e os longos tempos de carregamento foram frequentemente criticados em análises, e muitos revisores notaram que os ângulos de câmera são estranhos e não se adequam ao ambiente durante o jogo.

### Versão para Microsoft Windows
Quando Vice City foi lançado para Microsoft Windows em maio de 2003, ele também recebeu aclamação da crítica. O Metacritic calculou uma pontuação média de 94/100, com base em 30 avaliações, indicando "aclamação universal". Foi o jogo de Windows com a maior pontuação no Metacritic em 2003. Os revisores gostaram dos aprimoramentos visuais, e foram geralmente positivos em relação às melhorias dos controles.
Os visuais do porte receberam uma resposta positiva dos revisores. Mark Hoogland, da AllGame, elogiou as melhorias nos detalhes dos carros, texturas do ambiente e efeitos climáticos; Greg Kasavin, da GameSpot, ecoou comentários semelhantes, observando quedas ocasionais na taxa de quadros. Sal Accardo, da GameSpy, elogiou as melhorias na distância de visão, identificando muito poucos problemas de textura. Steve Butts, da IGN, considerou os requisitos de sistema do porte razoáveis, ao contrário de Grand Theft Auto III, e elogiou os tempos de carregamento mais rápidos. Martin Taylor, da Eurogamer, criticou os visuais, afirmando que as resoluções mais altas "não são gentis com a qualidade visual geral" e criticou os requisitos de hardware.
As mudanças de controles do porte foram geralmente bem recebidas. A maioria dos revisores notaram que a mecânica de alvos e tiros foi melhorada com controles de mouse e teclado; Taylor chamou-os de "muito mais fluidos", e Accardo escreveu que "simplesmente não há substituto para mirar com um mouse". No entanto, as mudanças no controle de direção foram amplamente criticadas; Butts chamou os controles de uma "porcaria". Hoogland notou que os controles eram "mais tolerantes" ao longo do tempo.

### Versão portátil
Quando Vice City foi lançado para dispositivos móveis em dezembro de 2012, ele recebeu avaliações "geralmente favoráveis". O Metacritic calculou uma pontuação média de 80/100, com base em 19 avaliações. Os revisores gostaram do visual aprimorado, mas alguns criticaram seus controles em uma tela sensível ao toque.
Os visuais do porte foram bem recebidos. Chris Carter, da Destructoid, notou que o visual "[combina] com o neon e é folheado a [um desenho de] pastel brilhante", e escreveu que os "novos efeitos de iluminação e o motor suavizado realmente permitem que o jogo se destaque como nunca antes". Justin Davis, da IGN, elogiou os modelos de personagens atualizados, iluminação e texturas, e Eric Ford, da Touch Arcade, observou que "os visuais foram melhorados, mas não de uma maneira drástica". A NowGamer notou que a tela do celular melhora o prazer visual do jogo, apesar dos problemas com o jogo original. Tom Hoggins, do The Telegraph, identificou alguns problemas com os modelos dos personagens, mas afirmou que "a cidade parece incrível".
A maioria dos revisores criticou os controles de tela sensível ao toque do porte. Mark Brown, da Pocket Gamer, considerou-os como "não ideais", mas observou que este também era o caso do jogo original, enquanto que Scott Nichols, da Digital Spy, sentiu que o jogo "apenas complicou ainda mais [os controles]". Davis ficou grato pela adição de controles personalizáveis e escreveu que eles "tornam a experiência muito mais controlável", e Ford apreciou muito os esforços da desenvolvedora de tentar "tornar a situação suportável". Carter se sentiu favorável em relação aos controles, apesar de notar uma movimentação estranha do personagem, enquanto que Hoggins achou que os controles são "muito mais eficientes" do que o porte móvel de Grand Theft Auto III.

### Vendas
Dentro de 24 horas de seu lançamento, Vice City vendeu mais de 500 mil cópias. Dois dias após o seu lançamento, Vice City havia vendido 1,4 milhões de unidades, tornando-o o jogo eletrônico mais rapidamente vendido da história na época. Foi o jogo mais vendido de 2002 nos Estados Unidos; até 2004, o jogo havia vendido 5,97 milhões de unidades e, até dezembro de 2007, tinha vendido 8,20 milhões. Até julho de 2006, ele vendeu sete milhões de cópias e lucrou 300 milhões de dólares somente nos Estados Unidos. A Next Generation classificou-o como o jogo mais vendido lançado para PlayStation 2, Xbox ou GameCube entre janeiro de 2000 e julho de 2006 naquele país, batendo Grand Theft Auto III e Grand Theft Auto: San Andreas. Em fevereiro de 2005, foi relançado como parte da seleção Greatest Hits do PlayStation, indicando altas vendas. No Japão, Vice City vendeu cerca de 223 mil cópias em sua primeira semana e mais de 410 mil até janeiro de 2008. O jogo recebeu um prêmio "Diamante" no Reino Unido, indicando mais de um milhão de vendas. Até março de 2008, o jogo havia vendido 17,5 milhões de unidades em todo o mundo, tornando-o um dos jogos mais vendidos para PlayStation 2.

### Prêmios e indicações
Vice City recebeu múltiplas indicações e prêmios de publicações e premiações de jogos eletrônicos. Foi nomeado como o "Melhor Jogo de PlayStation 2" de 2002 na 1ª British Academy Games Awards, no Golden Joystick Awards, e pela Entertainment Weekly, IGN, e GameSpot. Ele também foi premiado com o prêmio de "Jogo do Ano" na Golden Joystick Awards. O jogo foi premiado como "Melhor Jogo de Ação-aventura" pela British Academy Games Awards, GameSpot, e IGN. A trilha sonora do jogo também recebeu vários prêmios e indicações: venceu como "Melhor Música" pela GameSpot, sendo também indicado para "Melhor Som", e ganhou o prêmio de "Som" na British Academy Games Awards. Ele venceu na categoria de "Melhor Design" pela British Academy Games Awards e foi nomeado para "Melhores Gráficos (Técnico e Artístico)" pela GameSpot. O jogo foi o vice-campeão no prêmio de "Escolha do Leitor para Jogo do Ano" da IGN, e foi nomeado para o prêmio de "Melhor História" pela GameSpot. Foi premiado como "Melhor Jogo para PC" na British Academy Games Awards.

## Controvérsias
Semelhante a seus antecessores, Vice City foi alvo de diversas controvérsias. Foi classificado como violento e explícito e é considerado altamente controverso por muitos grupos de interesses especiais. Peter Hartlaub, da SFGate, notou a presença de uma "violência estúpida" no jogo, mas simplesmente atribuiu-a à tentativa dos desenvolvedores de obter precisão. Jeremy Pope, que trabalhou anteriormente em vários jogos com a Rockstar, incluindo Vice City, prometeu nunca mais trabalhar em jogos violentos devido ao seu retrato na mídia convencional. Na Austrália, o jogo foi pré-editado para receber uma classificação MA15+; uma versão não censurada foi lançada na região em 2010, mantendo sua classificação.

O jogo permite que o jogador lute contra gangues de imigrantes formadas por haitianos (imagem) e cubanos, e as missões envolvem lutar contra as duas gangues. Organizações de direitos civis acusaram o jogo de incitar à violência étnica e de apresentar frases discriminatórias.

Em novembro de 2003, o Haitian Centers Council e o Haitian Americans for Human Rights protestaram em Nova Iorque, criticando publicamente o jogo, alegando que ele convidava o jogador a fazer mal a imigrantes haitianos e reivindicando que ele retratava os haitianos como "bandidos, ladrões e traficantes de drogas". Em resposta, a Rockstar emitiu um comunicado à imprensa se desculpando e reconhecendo a inquietação, mas insistiu que a violência deveria ser considerada dentro do contexto do jogo, que também contém violência contra outros grupos étnicos. Quando o prefeito de Nova Iorque, Michael Bloomberg, ameaçou a distribuidora Take-Two Interactive com uma ação legal, a empresa se desculpou e removeu as declarações ofensivas de futuras cópias do jogo. Em janeiro de 2004, o conselho de maioria haitiano-americana de North Miami protocolou uma lei para proibir a venda ou alugamento de jogos violentos a menores de 18 anos sem a permissão dos pais. A proposta, aparentemente deflagrada por Vice City, foi apoiada pelo prefeito de North Miami, Josaphat Celestin, que declarou: "Não acreditamos que a Primeira Emenda foi escrita para proteger aqueles que querem incitar a violência". O caso foi posteriormente rebaixado de um tribunal federal para um tribunal estadual.
Em 7 de junho de 2003, Devin Moore, de 18 anos de idade, atirou e matou dois policiais de Alabama e um despachante antes de fugir em um carro patrulha; ele foi preso mais tarde. Em declarações à polícia, Moore teria dito: "A vida é como um jogo. Todo mundo tem que morrer algum dia". Um processo de 600 milhões de dólares foi movido contra a Rockstar Games, Take-Two Interactive, Sony Computer Entertainment, GameStop e Wal-Mart, alegando que Moore costumava jogar Vice City e que sua experiência com o jogo o levou a cometer os crimes. O advogado dos queixosos, Jack Thompson, alegou que a natureza gráfica do jogo fez com que Moore cometesse os assassinatos. Thompson retirou-se do caso Strickland v. Sony em novembro de 2005 depois de ser examinado pelo juiz por conduta não profissional. Em março de 2006, a Suprema Corte rejeitou um apelo dos réus para encerrar o caso.
Em setembro de 2006, Thompson abriu outro processo de 600 milhões de dólares contra Cody Posey, Rockstar Games, Take-Two Interactive e Sony Computer Entertainment. O processo alegou que Posey, de 14 anos, jogou o jogo obsessivamente antes de assassinar seu pai, sua madrasta e sua meia-irmã em um rancho em Hondo, Novo México. A equipe de defesa de Posey argumentou que ele foi abusado por seu pai e estava levando Zoloft no momento dos assassinatos. O processo alegava que os assassinatos não teriam ocorrido se Posey não tivesse jogado Vice City obsessivamente. O caso foi encerrado em dezembro de 2007, já que o Novo México não tinha jurisdição sobre a Sony ou a Take-Two.
Em julho de 2017, a Psychic Readers Network (PRN) processou a Rockstar por causa de uma personagem chamada Auntie Poulet, alegando semelhanças entre a personagem e Youree Harris, que a dublou. Brandon J. Huffman, advogado da Odin Law and Media, observou que o processo da PRN enfrentou desafios devido ao momento do processo, já que o prazo de prescrição do Décimo Primeiro Circuito para violação de direitos autorais é de três anos; a ação foi movida quase quinze anos após o lançamento do jogo. Huffman acrescentou que a Take-Two também poderia alegar paródia ou um acordo fora do tribunal, mas era improvável que ela fizesse isso inicialmente.

## Legado
Mike Snider, da USA Today, escreveu que Vice City "elevou o padrão dos jogos eletrônicos", citando sua interatividade, violência e trilha sonora. Luke Plunkett, da Kotaku, e Jeffrey L. Wilson, da PC Magazine, nomearam Vice City como o melhor jogo da série, com o primeiro chamando-o de uma "experiência perfeita de Grand Theft Auto". Os leitores da Official UK PlayStation Magazine nomearam Vice City como o quarto maior título já lançado para plataformas PlayStation. Vice City também apareceu na lista dos 100 melhores jogos dos leitores da revista japonesa Famitsu em 2006; foi um dos únicos títulos ocidentais da lista. O diretor de arte Aaron Garbut sentiu que, ao lado de seu antecessor Grand Theft Auto III e sucessor San Andreas, Vice City liderou a tendência de jogos de mundo aberto.

### Adaptações e remasterizações
Vice City foi lançado para Microsoft Windows em 12 de maio de 2003, suportando resoluções de tela e distâncias de visão maiores, além de apresentar texturas mais detalhadas. Um lançamento para GameCube foi planejado, mas foi posteriormente cancelado. Para seu lançamento para Xbox em dezembro de 2003, Vice City foi empacotado junto com Grand Theft Auto III em uma compilação intitulada Grand Theft Auto: Double Pack. O porte para Xbox oferece suporte a trilha sonora personalizada, bem como áudio, modelos de polígonos e reflexos aprimorados em relação às versões anteriores. Double Pack foi posteriormente empacotado com San Andreas em uma compilação intitulada Grand Theft Auto: The Trilogy, lançada em outubro de 2005. The Trilogy também foi lançada para Mac OS X em 12 de novembro de 2010. Em comemoração ao décimo aniversário do jogo em 2012, a War Drum Studios portou Vice City para dispositivos móveis iOS e Android. O porte é quase idêntico se comparado com a versão para Windows do jogo, mas com visuais aprimorados e um layout personalizável. A versão de iOS foi lançada em 6 de dezembro, enquanto a versão de Android foi brevemente adiada para 12 de dezembro devido a problemas técnicos. Este porte também foi lançado para dispositivos Fire OS em 15 de maio de 2014. Vice City foi lançado para PlayStation 3 em 30 de janeiro de 2013 através da PlayStation Network. Uma versão emulada do jogo para PlayStation 2 foi lançada para PlayStation 4 em 5 de dezembro de 2015, com sua resolução aumentada para 1080p e com suporte para troféus.
Uma versão aprimorada de The Trilogy com o subtítulo The Definitive Edition, que inclui Vice City, foi lançada para Microsoft Windows, Nintendo Switch, PlayStation 4, PlayStation 5, Xbox One e Xbox Series X/S em 11 de novembro de 2021; versões para dispositivos Android e iOS serão lançadas em 2022. As versões existentes do jogo foram removidas das lojas digitais em preparação para o lançamento de The Definitive Edition.
Uma equipe de seis fãs fez uma engenharia reversa do jogo e a lançou como um executável em dezembro de 2020, tendo trabalhado nela desde maio; intitulado reVC, o projeto permite que o jogo seja portado não oficialmente para plataformas como Nintendo Switch, PlayStation Vita e Wii U. A Take-Two emitiu uma remoção de DMCA para o projeto em fevereiro de 2021. Em abril, Theo, um desenvolvedor residente da Nova Zelândia que mantinha uma bifurcação do código-fonte, entrou com uma contra-notificação no GitHub, alegando que o código não contém nenhum trabalho original de propriedade da Take-Two; de acordo com as regras do DMCA em relação a disputas, o conteúdo de Theo foi restaurado após duas semanas. Em 10 de junho de 2021, a equipe por trás de reVC apresentou uma contra-notificação; também de acordo com as regras do DMCA em relação a disputas, o código-fonte foi restaurado após duas semanas. Em setembro de 2021, a Take-Two entrou com uma ação na Califórnia contra os programadores, afirmando que os projetos constituem violação de direitos autorais.